# Andrea Clausen
Andrea Clausen (Oldenburg, 1959. január 17. –) német színésznő, a bécsi Burgtheater tagja.

## Pályája
Andrea Clausen a párizsi Étienne Decroux színitanodájában ismerkedett a színpad művészetével, majd az esseni Folkwangschule nevű színművészeti főiskolán folytatta tanulmányait. Első szerződése az oldenburgi színházhoz kötötte, majd egy darabig Kölnben játszott. 1986-ban Frank-Patrick Steckel hívására a bochumi Schauspielhaushoz szerződött. Itt ismerkedett meg Andrea Breth rendezőnővel, akivel mind a mai napig szoros szakmai kapcsolatban áll. A neves német színházi szaklap, a Theater heute 1987-ben az Év legtehetségesebb fiatal színésznője címet adományozta Julien Green Dél és Edward Bond Nyár c. darabjaiban nyújtott alakításáért. Mindkét darabot Andrea Breth vitte színre.
1991-ben szerződött először a bécsi Burgtheaterhez, ahol többek között olyan neves rendezőkkel dolgozott, mint Claus Peymann, Hans Neuenfels vagy Wilfried Minks. 1994-ben Andrea Brethnek, a Schaubühne akkori művészeti vezetőjének hívására Berlinbe szerződött, ahonnan azonban két év múlva visszatért a Burgtheaterhez.
Azóta is a Burgtheater társulatának tagja. Bécsben a Kainz-éremmel tüntették ki a Nem félünk a farkastól c. darabban nyújtott alakításáért, valamint háromszor is jelölték a Nestroy színházi díjra. Bécsben eddig főleg Andrea Breth-tel, Matthias Hartmann-nal, Luc Bondyval, Karin Henkellel és Paulus Mankerral dolgozott. 2006 óta képe a Burgtheater portrécsarnokában is látható. Andrea Clausen néhány filmszerepben is látható volt, illetve több rádiós- és hangoskönyv produkcióhoz kölcsönözte hangját.
Andrea Clausen két ikerleány édesanyja, akik 2003-ban születtek.

## Szerepei

### Schauspielhaus Bochum
- Angelina /Dél (Julien Green; Rendező: A. Breth)
- Lány /Nyár (Edward Bond; Rendező: A. Breth)
- Minna / Minna von Barnhelm (Lessing, Rendező: U. Troller)
- Lucile / Danton halála (Büchner; Rendező: F. P.Steckel)
- Olivia / Amit akartok (Shakespeare, Rendező: A. Breth)

### Schaubühne am Lehniner Platz, Berlin
- Elektra / Elektra (Euripidész, Rendező: A. Breth)

### Burgtheater
- Marie / Clavigo (Goethe, Rendező: C. Peymann)
- Eve / A széttört korsó (Kleist, Rendező: A. Breth)
- Honey / Nem félünk a farkastól (Edward Albee; Rendező: H. Neuenfels)
- Julika / Liliom (Molnár Ferenc; Rendező: P. Manker)
- Nora / Nóra (Ibsen; Rendező: K. Henkel)
- Isabella / Edward király (C. Marlowe; Rendező : C. Peymann)
- Ramona / Viridiana (Luis Buñuel) (R: Dimiter Gotscheff)
- Ines / Egy élet háromszor (Reza; Rendező: L. Bondy)
- Orsina grófnő / Emilia Galotti (Lessing; Rendező: A. Breth)
- Ranjevszkaja / Cseresznyéskert (Csehov; Rendező: A. Breth)
- Gyászoló hölgy / Minna von Barnhelm (Lessing, Rendező: A. Breth)

## Filmszerepek
- 2003: Die Brüder (Testvérek), R: W Murnberger/ORF
- 1994: Kopf des Mohren (A mór feje), R: Paulus Manker
- 1983: Fremdes Land (Idegen föld), R: Claus Peter Witt

## Hangjátékok, hangos könyvek
- Geboren in Bagdad (Születési hely: Bagdad), Susanne Ayoub 2004, Hoffman und Campe Verlag (ISBN 3-455-30377-3)
- Clelia hangja a Cesare Pavese műve alapján készült Unter Frauen (Tra donne sole, Nők között) c. ORF-hangjátékban, 2006 (R: Götz Fritsch)

## Díjak
- 1987: Az év legtehetségesebb fiatal színésznője, a (Theater heute) c. színházi lap díja
- 1992: Kainz-érem
- 2001, 2003 és 2005: jelölés a Nestroy-díjra a Legjobb színésznő kategóriában
- 2007: ORF Hangjáték-díj (Az év színésznője 2006)